# برناردو ريزيند
برناردو ريزيند (بالبرتغالية: Bernardinho) (25 أغسطس 1959 بريو دي جانيرو في البرازيل - ) هو مدرب رياضي ولاعب كرة طائرة شاطئية ولاعب كرة طائرة برازيلي في مركز ممرر ‏. شارك في الألعاب الأولمبية الصيفية 1980 والألعاب الأولمبية الصيفية 1984.

## وصلات خارجية
- برناردو ريزيند على موقع عالم الكرة الطائرة (الإنجليزية)
- برناردو ريزيند على موقع اللجنة الأولمبية الدولية (الإنجليزية)
- برناردو ريزيند على موقع أوليمبيديا (الإنجليزية)
- برناردو ريزيند على موقع اللجنة الأولمبية البرازيلية (البرتغالية)